# Zahrensdorf
Zahrensdorf est une ancienne municipalité allemande du land de Mecklembourg-Poméranie-Occidentale et l'arrondissement de Ludwigslust-Parchim. En 2013, elle comptait 300 hab.

## Personnalités liées à la ville
- Friedrich Zarncke (1825-1891), philologue né à Zahrensdorf.